# Fundació Marianao
Fundació Marianao (Casal Infantil i Juvenil de Marianao) és una entitat social creada el 1985 que promou diversos projectes socioeducatius adreçats als infants, joves, adults i a la comunitat en general, tot incidint de manera especialitzada en els col·lectius en situació d'alt risc social. El seu àmbit d'intervenció preferent és Sant Boi de Llobregat i la comarca del Baix Llobregat. Des del 1998 va prendre la forma social de Fundació, que és regida per un patronat de 13 persones, el president de la qual és Xavier Pedrós i Cortasa. El 2012 va guanyar la Creu de Sant Jordi. La Fundació Privada Marianao ha rebut el Premi FPdGi Entitat 2012. (Premis FPdGi)